# 抑圧 (心理学)

自我、超自我

抑圧（よくあつ、英: repression 独: Verdrängung）とは、自我を脅かす願望や衝動を意識から締め出して意識下に押し留めることであり、またそれが意識されないままそれらを保持している状態とされる。精神分析において想定される自我の防衛機制のうち、最も基本的なものと考えられている。

## フロイト理論にて
ジークムント・フロイトにおいては最も基本的な自我防衛と考えられており、エスから来る衝動を拒否した場合、その衝動は意識から無意識に追いやられる。そのような活動を抑圧と言う。
抑圧された衝動は無意識から意識へ何度も浮上しようと試みるが、その試みはしばしば有害であると考えられている。何故なら抑圧は親や外界に否定された願望や衝動に起こるからである。典型的にはエディプス・コンプレックスによって抑圧が行われる。自分の母親とセックスをしたいと思う男児の欲望をその男児自身がいけないと思って抑圧する。もしくは父親に脅かされて抑圧する。また外界で反社会的なことをしたいと自分は思うのに、それがやってはいけないものだと言われると、彼はその願望や衝動を抑圧するのである。
無意識に抑圧された衝動は、そのまま無意識に留まっているわけではない。様々な迂回路を通って外界に放出される。完全に抑圧されれば、その衝動は自我によって変形されたり昇華されたりして有効活用されるが、咳嗽や失言などの言葉に結びついて表現されることもある。また足が動かなくなったりなどの気質性病理や不安神経症などの何らかの症状によって意識に表れることもある。このように、願望や衝動を抑圧している本人は、願望や衝動を抑圧していること自体を意識していないため、それがどうなっているのかは分からないが、一方で抑圧された願望や衝動は、本人の肉体や思考を通じて繰り返し意識に出てきたり、その本人を動かそうとする。ただし完全に無意識に留まるケースもある。
精神分析学では、抑圧は人格発達のために必要な概念と考えられている。例えば赤ちゃんの頃の記憶が無いのは、典型的な抑圧によるものだと言われており、何故に幼児期の記憶が忘れるのかと言えば、それはエディプス・コンプレックスによって両親に多くの願望や衝動が禁じられたためだと説明するのである。この考え方は科学的には証明されていないが、事実、精神分裂病の患者などは幼児期の記憶の抑圧がしっかりされておらず、幻覚や幻聴としてこれを思い出したりすると言われている。また芸術活動における幻想的な作品を作るモチーフの源泉は、この抑圧されていない願望や衝動や記憶を有効活用していると言われている。
フロイトによれば、エディプス・コンプレックスにより願望や衝動が抑圧され、つまり無意識に押し込まれ、エスから自我と超自我が分化する。この時、願望や衝動を無意識に抑圧するから、意識と無意識が発生するのだと言われている。自我とエスが分化されていない子供や精神分裂病患者や神経症患者を観察することによって、フロイトは抑圧を人格形成の重要な契機と考えていた。

## フロイト以降
抑圧概念はフロイト以降の精神分析家によって様々に語られているので、現在では同じような用途で使われるとは必ずしも限らない。抑圧が頻繁に起こる時期やそれがどのように行われるのかは論者によって異なる。
外傷性事件の記憶に関して「抑圧された記憶」という用語がある。この概念は衝動ではなく記憶に重点を置いているので抑圧とは厳密には異なるが、よく混同される。この物議を醸す「抑圧された記憶」の存在可能性をめぐって、1990年代頃に激しい議論が行われたとされるが、「抑圧された記憶」はある。
問題は「抑圧された記憶が蘇った」というその内容を常に事実として信じるべきなのかという点を巡っての論争であり、人の記憶はビデオのように記憶されているものではなく、思い出すそのときに構成されるものであるというのが現在の脳科学、および認知心理学での到達点である。